# فینال لیگ اروپا ۲۰۱۹
فینال لیگ اروپا ۲۰۱۹ (انگلیسی: 2019 UEFA Europa League Final) مسابقه نهایی لیگ اروپا ۱۹–۲۰۱۸ است که زیر نظر یوفا برگزار می‌شود. این بازی در ۲۹ مه ۲۰۱۹ در ورزشگاه المپیک واقع در باکو، جمهوری آذربایجان برگزار شده‌است.
باشگاه فوتبال چلسی در این دیدار با برتری ۴ بر یک مقابل باشگاه فوتبال آرسنال به قهرمانی این دوره از مسابقات دست پیدا کرد. در پایان بازی پیتر چک بازیکن سابق چلسی از فوتبال باشگاهی خداحافظی کرد

## باشگاه‌ها
| تیم    | دیدارهای فینال پیشین (اعداد پررنگ نشان دهنده قهرمانی) |
| ------ | ----------------------------------------------------- |
| چلسی   | ۱ مرتبه (۲۰۱۳)                                        |
| آرسنال | ۱ مرتبه (۲۰۰۰)                                        |

## محل برگزاری

### ورزشگاه المپیک باکو
ورزشگاه المپیک باکو میزبان بازی خواهد بود. این ورزشگاه در شهر باکو قرار دارد و به عنوان خانهٔ تیم فوتبال قره‌باغ، گنجایش ۶۸٬۷۰۰ تماشاگر را دارد.

## مسیر تا فینال
توجه: گل‌های فینالیست‌ها در سمت راست آمده‌اند. (خ: خانه، ب: بیرون از خانه)
| تیم         | بازی | امتیاز |
| ----------- | ---- | ------ |
| چلسی        | ۶    | ۱۶     |
| باته بوریسف | ۶    | ۹      |
| ویدتون      | ۶    | ۷      |
| پائوک       | ۶    | ۳      |

| تیم              | بازی | امتیاز |
| ---------------- | ---- | ------ |
| آرسنال           | ۶    | ۱۶     |
| اسپورتینگ لیسبون | ۶    | ۱۳     |
| فورسکلا پولتاوا  | ۶    | ۳      |
| قره‌باغ           | ۶    | ۳      |

## مسابقه
| چلسی                                                            | ۴–۱ | آرسنال         |
| --------------------------------------------------------------- | --- | -------------- |
| الیویه ژیرو ۴۹' · پدرو رودریگز ۶۰' · ادن آزار ۶۵' (پنالتی)، ۷۲' |     | الکس آیوبی ۶۹' |

| بهترین بازیکن زمین: ادن آزار (چلسی) | قوانین مسابقه - ۹۰ دقیقه وقت معمول مسابقه. - ۳۰ دقیقه وقت اضافه در صورت لزوم. - در صورتی‌که همچنان مسابقه مساوی بود، تیم برنده با ضربات پنالتی مشخص خواهد شد. - هر تیم ۱۲ بازیکن ذخیره خواهد داشت. - در طول مسابقه هر تیم اجازه ۳ تعویض دارند و در وقت اضافه حق تعویض چهارم نیز خواهند داشت. |